# Josep Canudas i Busquets
Josep Canudas i Busquets (Barcelona, 29 de desembre de 1894 - Friburg, 1975) va ser pilot català i un dels principals propagadors de l'aviació a Catalunya.
Fill de Francesc Canudas Bordas i Mercè Busquets George.
Fou periodista esportiu i cofundador de l'Aeroclub de Catalunya (1915). El 1917 obtingué el primer títol de pilot atorgat a Catalunya de l'Escola Catalana de l'Aviació de la qual fou professor i pilot en cap. L'any 1922 fundà la Penya de l'Aire i –amb Ferran Llàcer i altres– la Societat Aeròdrom Canudas, que promogueren l'interès pels vols amb passatgers i l'Escola de Barcelona per a pilots. Fou el cap de la primera línia aèria d'Espanya (Sevilla-Larraix, 1921) i de la línia Barcelona - la Seu d'Urgell (la primera dels Països Catalans l'any 1932). El 1933 la Generalitat de Catalunya el nomenà cap dels serveis d'aeronàutica. Durant la Guerra civil espanyola fou pilot d'enllaç al Front d'Aragó i director de l'Escola d'Aviació Militar de Barcelona. El 1933, quan es va constituir la Federació Aeronàutica de Catalunya predecessora de la Federació Aèria Catalana, es va convertir en el seu primer president, càrrec que va ocupar fins que va cessar la seva activitat en esclatar la Guerra Civil.
S'exilià juntament amb la seva dona Pepa Monés Amat el 1939, primer a França després als EUA i finalment a Suïssa on morí.
En el marc del festival aeri "Festa del Cel" l'any 1998 es va crear el Premi Josep Canudas que homenatja a les persones i entitats que duen a terme una important tasca de divulgació de l'aeronàutica i el Premi Cristòfol Juandó, en honor a Cristòfol Juandó, que reconeix a persones, empreses o institucions que han destacat en el sector aeroespacial.

## Obra
- Canudas i busquets, Josep. Història de l'aviació catalana, 1908-1936.  Barcelona: La Magrana, 1983.